# Banksia prionotes
Banksia prionotes (Lindl., 1839) è una pianta appartenente alla famiglia delle Proteaceae, endemica dell'Australia occidentale.